# 凱氏鑽頰喉盤魚
凱氏鑽頰喉盤魚，為輻鰭魚綱鱸形目喉盤魚亞目喉盤魚科的其中一種，發現於東大西洋區，包括塞內加爾、迦納、摩洛哥等海域，體長可達2.1公分，屬底棲性魚類，生活在海草生長的淺水域。